# Ханьчуань
Ханьчуа́нь (кит. упр. 汉川, пиньинь Hànchuān, буквально: «река Ханьшуй») — городской уезд городского округа Сяогань провинции Хубэй (КНР).

## История
Во времена империи Тан в 621 году из уезда Ханьян был выделен уезд Чачуань (汊川县). Во времена империи Сун уезд был в 960 году переименован в Ичуань (义川县). В 977 году из-за практики табу на имена, чтобы избежать использования входившего в личное имя основателя династии Чжао Куанъи иероглифа «и», название уезда было изменено на Ханьчуань (汉川县). В 1071 году уезд был расформирован, но в 1086 году воссоздан.
В 1949 году был образован Специальный район Мяньян (沔阳专区), и уезд вошёл в его состав. В 1951 году Специальный район Мяньян был расформирован, и уезд перешёл в состав Специального района Сяогань (孝感专区). В 1959 году Специальный район Сяогань был расформирован, и входившие в его состав административные единицы перешли под управление властей Уханя, но в 1961 году Специальный район Сяогань был воссоздан.
В 1970 году Специальный район Сяогань был переименован в Округ Сяогань (孝感地区).
Постановлением Госсовета КНР от 10 апреля 1993 года округ Сяогань был преобразован в городской округ.
12 марта 1997 года уезд Ханьчуань был преобразован в городской уезд.

## Административное деление
Городской уезд делится на 2 уличных комитета, 14 посёлков и 6 волостей.

## Экономика
Ханьчуань — крупный центр производства детских товаров, включая коляски и мебель. По состоянию на 2024 год в городе работало 36 предприятий по производству детских колясок и 48 предприятий по производству комплектующих, которые произвели более 9 млн изделий, включая коляски, детские кроватки и коляски для домашних животных. Общий объем производства детских товаров в Ханьчуане составил 2,8 млрд юаней (388,72 млн долларов США), а объем экспорта достиг 58,38 млн долларов США, что на 35,7 % больше по сравнению с предыдущим годом.